# Horst Rüdiger
Horst Rüdiger (* 20. September 1908 in Geringswalde; † 5. November 1984 in Partschins) war ein klassischer Philologe, Germanist, Romanist und Ordinarius für vergleichende Literaturwissenschaft an der Rheinischen Friedrich-Wilhelms-Universität Bonn. Einer breiteren Öffentlichkeit wurde er bekannt als Übersetzer antiker Dichtung und Publizist für die Wochenzeitung Die Zeit. Rüdiger war Begründer und Herausgeber der komparatistischen Fachzeitschrift „arcadia. Internationale Zeitschrift für Literaturwissenschaft“.

## Leben und Wirken

### Schule und Studium
Rüdiger besuchte das Evangelische Kreuzgymnasium in Dresden und bestand dort auch das Abitur. Er absolvierte dann eine Lehre als Exportkaufmann. Das Studium begann Rüdiger zunächst in Hamburg mit Germanistik, klassischer Philologie und Romanistik. Weiter studierte er dann in Heidelberg im Hauptfach Germanistik und in den Nebenfächern Soziologie bei Alfred Weber und Philosophie bei Karl Jaspers. Sein eigentlicher Lehrer aber wurde Friedrich Gundolf. Dieser akzeptierte ihn bereits wenige Tage nach der ersten Begegnung als Doktorand. Das Thema seiner Dissertation lautete „Sappho. Ihr Ruf und Ruhm bei der Nachwelt“. Nach dem Tod Gundolfs beendete Rüdiger 1932 seine germanistische Promotion bei von Waldberg.

### Als Lektor nach Italien
Anstatt eine Stelle als Assistent an der Universität anzunehmen, entschloss sich Rüdiger dazu, mehrere Jahre lang als freier Schriftsteller und Übersetzer zu arbeiten. An verschiedenen italienischen Universitäten war er zwischen 1938 und 1957 als Lektor tätig. Unter anderem schrieb er als freier Journalist für die Wochenzeitung Der Standpunkt in Meran.

### Hochschullehrer und Übersetzer
An die Universität Mainz wurde er 1958 als außerordentlicher Professor für vergleichende Literaturwissenschaft berufen. 1959 wurde er dort Ordinarius. Er folgte dann 1962 einem Ruf an die Universität Bonn auf einen entsprechenden Lehrstuhl. Nach dem Krieg bemühte er sich darum, dem Fach der vergleichenden Literaturwissenschaft in der Bundesrepublik wieder Geltung zu verschaffen. Eines der zentralen Themen literaturwissenschaftlicher Forschung war für Rüdiger das Übersetzen. Neben seiner Tätigkeit als Universitätslehrer wirkte er als meisterhafter Übersetzer, der mit Hingabe schwierige antike Versmaße in die deutsche Sprache übertrug. Er übersetzte selbst beispielsweise griechische Lyrik und war Herausgeber mehrerer Übertragungen antiker Literatur. Jede Übersetzung bedeutete für ihn zugleich Stilisierung. Rüdiger war Begründer und bis zu seinem Tod Herausgeber der Zeitschrift arcadia, die er im Winter 1965/1966 ins Leben rief. Es war die erste deutsche Fachzeitschrift für Komparatistik. Sie erschien zunächst mit dem Untertitel „Zeitschrift für vergleichende Literaturwissenschaft“. 1975 wurde Rüdiger mit der Festschrift Teilnahme und Spiegelung geehrt. Über mehrere Jahre schrieb er für die Wochenzeitung Die Zeit. 1980 erhielt er die Winckelmann-Medaille. Seit 1961 war er Mitglied der Deutschen Akademie für Sprache und Dichtung in Darmstadt. Er starb im Alter von 76 Jahren in Südtirol, wo er zuletzt seinen Wohnsitz hatte.

## Veröffentlichungen
- Der goldene Esel. Apuleius. Übertr. von August Rode. Hrsg. u. Nachw. von Horst Rüdiger. Zürich: Manesse-Verl. 5. Aufl. 1994.
- Goethe und Europa. De Gruyter, 1990
- Sokrates ist nicht Sokrates.1975.  Artemis, Zürich 1983, 3. Aufl.
- Wege zur Komparatistik. De Gruyter, Berlin 1983
- Und bleibe mein Freund. Artemis, Zürich 1983, 3. Aufl.
- Teilnahme und Spiegelung. De Gruyter, Berlin 1975
- Meisterstücke der Weltliteratur. Winkler, München 1974
- Die Gattungen in der Vergleichenden Literaturwissenschaft. De Gruyter, Berlin 1974
- Komparatistik. Kohlhammer, Stuttgart 1973
- Literatur und Dichtung. Kohlhammer, Stuttgart 1973
- Zur Theorie der vergleichenden Literaturwissenschaft. De Gruyter, Berlin 1971
- Einführung in die neuere deutsche Literaturwissenschaft. Rowohlt, Reinbek 1968, 4. Aufl.
- Briefe des Altertums. Zürich: Artemis, 2. erw. Aufl. 1965. (Die Bibliothek der alten Welt. Reihe Sammlungen und Anthologien.)
- Winckelmanns Tod. Die Originalberichte. Insel Verlag, Wiesbaden 1959 (Insel-Bücherei 695/1)
- Winckelmann und Italien. Scherpe, Krefeld 1956
- Der dritte Humanismus (1937). In: Hans Oppermann (Hrsg.), Humanismus. WBG, Wege der Forschung Bd. XVII, Darmstadt 1970, S. 206–223
- Wesen und Wandlung des Humanismus. Hamburg 1937

Übersetzungen (Auswahl)
- Horaz: De arte poetica liber. Die Dichtkunst. Lateinisch u. deutsch. Einführung, Übers. u. Erläuterung von Horst Rüdiger. Zürich: Artemis-Verl. 1961.
- Griechische Gedichte. Heimeran Verl., s. l. 1936, 2. Aufl.; Herrsching: Pawlak [1981]
- Griechische Lyriker. Griechisch u. Deutsch. Hrsg. von Karl Hoenn. Übertragen, eingeleitet von Horst Ruediger. [1949]. Zürich: Artemis, 2. neubearb. Aufl. 1968
- Lateinische Gedichte. Mit Übertragungen deutschen Dichter. Hrsg. Horst Rüdiger. Herrsching: Pawlak [1981]